# كاستيلديفيلس
بلدية كاستيلديفيلس (بالكاتالانية: Castelldefels) هي إحدى بلديات مقاطعة برشلونة، والتي تقع في منطقة كاتالونيا، شرق إسبانيا.
يبلغ عدد سكانها 58.955 نسمة وفقاً لإحصائية سنة (2007).

## توأمة
لكاستيلديفيلس اتفاقيات توأمة مع كل من:
- لورمون
- هافانا القديمة

## أعلام
- جورج ساندرز